# Mororo
Mororo Garre est une localité du Cameroun située dans l'arrondissement de Bogo, le département du Diamaré et la région de l’Extrême-Nord. Elle fait partie du lawanat de Mororo.

## Géographie
Mororo est situé à 10°45‘1"N et  14°36‘40"E avec une altitude de 342 m.
Le climat est désertique. La température moyenne annuelle est de 28,7 °C, la moyenne des précipitations est 726,2 mm. La variation des précipitations entre le mois le plus sec et le mois le plus chaud atteint 158,4 mm et l’amplitude annuelle des températures est de 10,3 °C.

## Population
En 1975, la localité comptait 365 habitants, dont 254 Peuls, 98 Mousgoum et 13 Guiziga.
Lors du recensement de 2005, on a dénombré 553 personnes à Mororo Garre et 5 650 dans le canton du même nom.